# Xorides hirtus
Xorides hirtus là một loài tò vò trong họ Ichneumonidae.